# اورانیوم دی‌سلنید
اورانیوم دی‌سلنید (انگلیسی: Uranium diselenide) ترکیبی از عناصر اورانیوم و سلنیوم است. این ترکیب دارای یک فرم β است که دارای سیستم بلوری راست‌لوزی است. خانواده بلوری که با آن مطابقت دارد سرب(II) کلرید است.  ابعاد سلول واحد عبارتند از:  7،455 Å، ب:  4.2320 Å  c = 8.964. این ترکیب خاصیت غیرمعمول فرومغناطیسی دارد تنها در صورتی که دما کمتر از ۱۴ درجه سانتی‌گراد باشد.
تلوریم را می‌توان در مقادیر گوناگون جایگزین سلنیوم کرد، شبکه را گسترش داد و دمای فرومغناطیسی کوری را افزایش داد.